# Bactrocera pectoralis
Bactrocera pectoralis är en tvåvingeart som först beskrevs av Walker 1859.  Bactrocera pectoralis ingår i släktet Bactrocera och familjen borrflugor. Inga underarter finns listade.